# アスコット・ラッフルズ・プレース・シンガポール

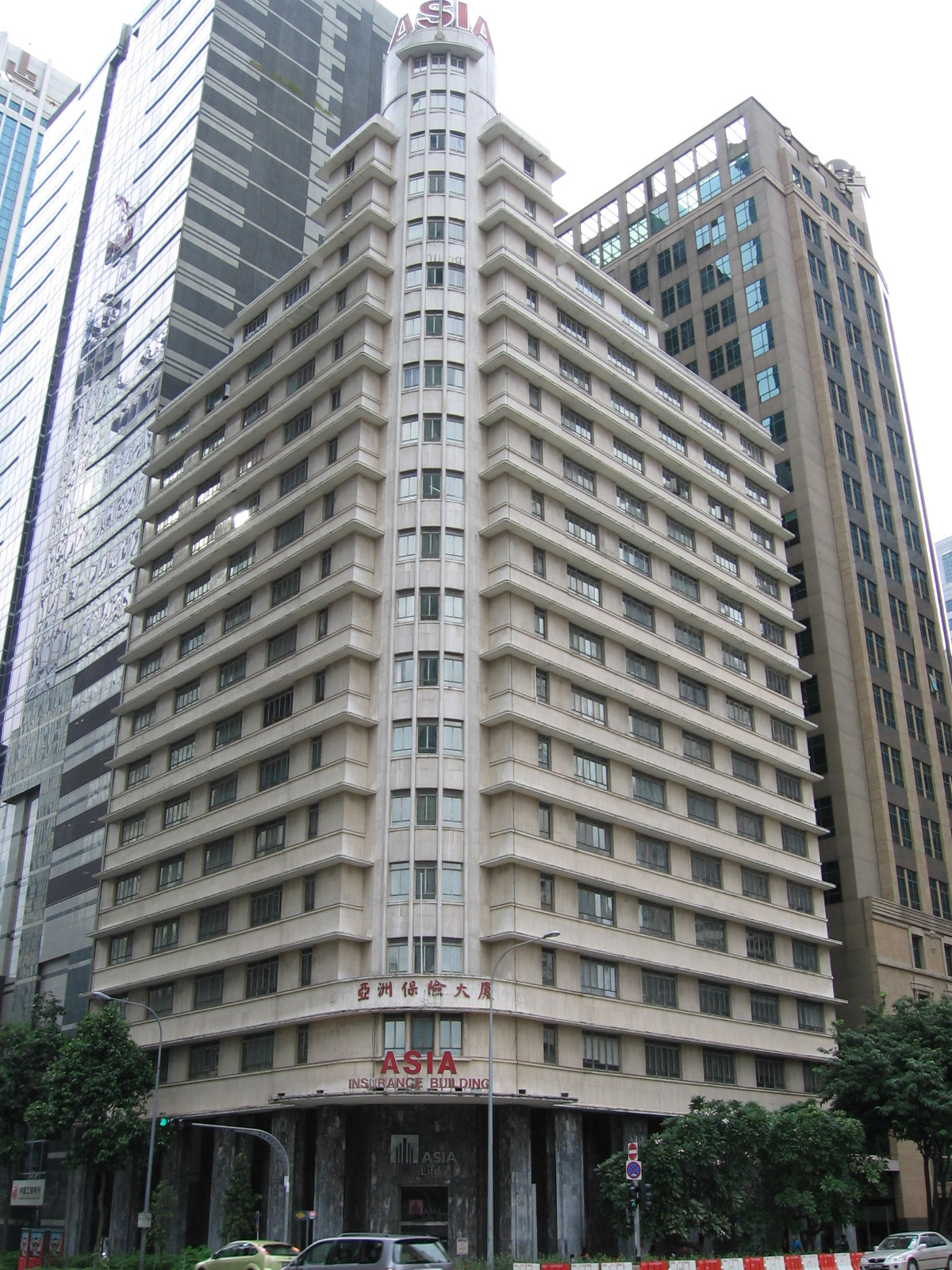
アスコット・ラッフルズ・プレース・シンガポール

アスコット・ラッフルズ・プレース・シンガポール（Ascott Raffles Place Singapore）は、シンガポールのホテル。2008年まではアジア・インシュランス・ビルディング（Asia Insurance Building）であった。

## 概要
1954年に完成した。高さは87mで、当時東南アジアで最も高い建築物であり、シンガポールにおいても1958年まで最も高い建築物であった。なお同時期日本で最も高い建築物は65mの国会議事堂中央塔であり、22m上回っている。2008年にアスコットグループが取得し名称を変更した。頂部はエリザベス2世戴冠を宿したデザインとなっている。